# Ангело Боланакі
Ангело Боланакі (грец. Άγγελος Βολανάκης, араб. انجلو بولاناكي; 20 травня 1878, Александрія, Єгипет - 26 липня 1963, Лозанна, Швейцарія) — єгипетський та грецький промисловець, спортсмен, функціонер Міжнародного олімпійського комітету. Єдиний член МОК, який представляв у цій організації дві країни.

## Біографія
Народився 20 травня 1878 року в Александрії у родині великого виробника алкогольних напоїв Христоса Боланакіа. Етнічний грек.
У молодості серйозно займався спортом, брав участь у багатьох спортивних змаганнях. Переможець юнацького чемпіонату Франції з тенісу 1896 року. У 1896—1904 роках — багаторазовий рекордсмен у бігу на 100, 150 і 200 ярдів та на 200 метрів, у стрибках у довжину та висоту. Чемпіон Єгипту 1899 і 1900 років у бігу на 100 і 200 метрів, рекордсмен 1902 року Єгипту, Греції та Туреччини у бігу на 100 метрів.
У 1906 році познайомився із засновником сучасного олімпійського руху П'єром де Кубертеном і на довгі роки став його особистим другом. Із 1908 року — співзасновник і президент Союзу спортивних асоціацій Єгипту (до 1923 року). Із 1910 (за іншими даними — з 1911) року — перший генеральний секретар Олімпійського комітету Єгипту, залишався на цій посаді аж до 1930 року. 5 квітня 1914 року саме Боланакі був тим, хто підняв щойно затверджений П'єром де Кубертеном олімпійський прапор на паризькому стадіоні Шатбі. Після цього Боланакі протягом багатьох років був хранителем оригінального прапора, який у 1960 році він передав у дар Олімпійському музею.
Був натхненником проведення в Александрії олімпійських ігор 1916 року, вклавши чималу кількість власних коштів у будівництво стадіону в цьому місті. Однак, через Першу світову війну, що розпочалася, олімпійські ігри були скасовані, а будівництво стадіону було завершено лише до 1928 року (на ньому пройшли перші Середземноморські ігри в 1951 році).
На початку 1932 року прийняв грецьке громадянство і переїхав до Греції. 21 листопада 1932 року подав у відставку з посади члена правління Міжнародного олімпійського комітету, оскільки не міг більше представляти в цій організації Єгипет. Однак, 8 червня 1933 року знову став його членом вже як представник Греції, ставши станом на 2011 рік єдиним членом правління МОК, який представляв у ньому дві країни.
У 1949 році Боланакі був нагороджений за свої заслуги перед олімпійським рухом вищою нагородою Міжнародного олімпійського комітету — Олімпійським почесним дипломом під номером 18.
1960 року грецький уряд нагородив Боланакі орденом Георга I. У тому ж році він був відзначений за свій внесок Олімпійським комітетом Єгипту медаллю.
У 1960 році він подарував свій будинок в Александрії грецькій державі, і він використовується як резиденція відповідного консула.
У 1948—1963 роках Боланакі був найстарішим членом МОК, а всього він входив до правління цієї організації протягом 52 років і 214 днів — цей рекорд не побитий і понині.
Помер 26 липня 1963 в Лозанні.